# پیتر ترنر
پیتر ترنر (انگلیسی: Peter Turner (mathematician)؛ ۱۵۸۶ – Jan ۱۶۵۲) یک دانشمند در زمینه ریاضی‌دان اهل انگلستان بود. 